# Humla
Der Distrikt Humla (Nepali हुम्ला जिल्ला Humlā Jillā) ist einer von 77 Distrikten in Nepal und gehört seit der Verfassung von 2015 zur Provinz Karnali. Verwaltungssitz ist Simikot.

## Geographie
Der Distrikt liegt im äußersten Nordwesten des Landes und grenzt an Tibet (VR China). Er umfasst eine vergletscherte Gebirgsgruppe nördlich des Himalaya-Hauptkamms. Humla wird von der Humla Karnali in anfangs südsüdöstlicher und später in südwestlicher Richtung durchflossen. Der Distrikt liegt im Einzugsgebiet der Humla Karnali.
Humla war Ende 2018 der einzige Distrikt, der noch nicht an das nationale Straßennetz angeschlossen war, nachdem im November der Nachbar-Distrikt Dolpa durch eine Straße mit dem Distrikt Jajarkot verbunden worden war. Außerdem gehörte er im Jahr 2017 mit einem Wert des Human Development Index von weniger als 0,4 zu den zehn ärmsten und unterentwickeltsten Distrikten Nepals.
Humla liegt in einer Höhe von 1524 Metern bis 7337 Metern über dem Meeresspiegel. Auf Grund des gebirgigen Geländes, weitgehend mit Felsen, Kies oder Schnee, ist nur etwa die Hälfte der Fläche des Distriktes für die Landwirtschaft geeignet. Nur in geringem Umfang werden Weizen und Gerste angebaut, Hauptnahrungsquelle sind Kartoffeln.
Die Höchsttemperatur in diesem Distrikt liegt zwischen 10 °C und 25 °C und die Tiefsttemperatur liegt zwischen −10 °C und −28 °C. Die jährliche Regenmenge von zwischen 25,4 und 146,9 mm ist vergleichsweise gering im Vergleich mit anderen Gebieten Nepals.

## Einwohner
Bei der Volkszählung 2001 hatte er 40.595 Einwohner; 2011 waren es 50.858.

## Verwaltungsgliederung
Der Distrikt besteht aus den folgenden Gaunpalikas:
- Simikot
- Namkha
- Kharpunath
- Sarkegad
- Chankheli
- Adanchuli
- Tanjakot

Bis 2017 wurde der Distrikt in die folgenden Village Development Committees (VDCs) unterteilt:
- Bargaun
- Chhipra
- Dami
- Dandaphaiya
- Gothi
- Hepka
- Jaira
- Kalika
- Kermi
- Khagalgaun
- Kharpunath
- Lali
- Lauthi
- Limi
- Madana
- Maila
- Melchham
- Mimi
- Muchu
- Raya
- Ripa
- Rodikot
- Sarkeedeu
- Saya
- Shreemastha
- Simikot
- Sri Nagar
- Syada
- Thechaya
- Yanchu